# 大橋康延
大橋 康延（おおはし やすのぶ、1955年10月8日 - ）は、栃木県出身の元プロ野球選手。ポジションは投手。

## 来歴・人物
小山二中時代はアンダースローの好投手であり、小山中の江川卓と投げ合ったこともある。江川が地元の小山高へ進むという噂から作新学院高へ進学するが、結局は同期入学となる。その後は江川の控え投手として登板機会は限られたが第45回選抜高校野球大会の小倉南高戦で2イニング登板した。これは江川が監督に進言したことによるという。
1973年ドラフト会議で 大洋ホエールズから2位指名を受け入団。
180cmという体格に恵まれながら、元々肥満体質のため腰周りに肉がつき過ぎて体のキレが悪く生きた球がいかなかった。また精神的な弱さやチーム内に田中由郎や田村政雄などの同タイプ（アンダースロー）の投手が一軍にいるのも不運だった。ストレート、カーブ、シュートの他に右打者のヒザ元をえぐるシンカーを武器としていた。一軍では1974年の最終戦で先発したが、長嶋茂雄の引退試合の翌日であり殆ど注目されなかったという。肘の故障もあって活躍できず1980年に引退。引退後は、ユニカ商事を経営している。

## 詳細情報

### 年度別投手成績
| 年 度    | 球 団    | 登 板 | 先 発 | 完 投 | 完 封 | 無 四 球 | 勝 利 | 敗 戦 | セ 丨 ブ | ホ 丨 ル ド | 勝 率 | 打 者 | 投 球 回 | 被 安 打 | 被 本 塁 打 | 与 四 球 | 敬 遠 | 与 死 球 | 奪 三 振 | 暴 投 | ボ 丨 ク | 失 点 | 自 責 点 | 防 御 率 | W H I P |
| -------- | -------- | ----- | ----- | ----- | ----- | -------- | ----- | ----- | -------- | ----------- | ----- | ----- | -------- | -------- | ----------- | -------- | ----- | -------- | -------- | ----- | -------- | ----- | -------- | -------- | ------- |
| 1974     | 大洋     | 1     | 1     | 0     | 0     | 0        | 0     | 0     | 0        | --          | ----  | 11    | 3.0      | 2        | 0           | 0        | 0     | 1        | 1        | 0     | 0        | 0     | 0        | 0.00     | 0.67    |
| 通算:1年 | 通算:1年 | 1     | 1     | 0     | 0     | 0        | 0     | 0     | 0        | --          | ----  | 11    | 3.0      | 2        | 0           | 0        | 0     | 1        | 1        | 0     | 0        | 0     | 0        | 0.00     | 0.67    |

### 記録
- 初登板・初先発：1974年10月15日、対ヤクルトスワローズ26回戦（川崎球場）、3回無失点で勝敗つかず

### 背番号
- 46 （1974年 - 1980年）